# ウツベツ川
ウツベツ川（うつべつがわ）は、北海道東部、十勝総合振興局管内の帯広市を流れる帯広川に注ぐ十勝川水系の一級河川。

## 地理
帯広市基松町付近に源を発し、大空団地、自衛隊、緑ヶ丘公園などを流れ、帯広競馬場付近で帯広川と合流する。
支流はない。生活排水が流れているため生物が少ない。小さい川のため、過去に洪水などの水害が起きた記録はない。
名称の由来は、アイヌ語の「ウッ・ペツ」（＝あばら骨・川　の意）が転訛したもの。帯広川に注ぐ姿があばら骨のようであるからとのこと（河川標識より）。
なお、本河川に治水目的以外のダムや堰は設けられていない。

## 流域の自治体
北海道ー帯広市

## 主な橋梁
- 鈴蘭橋
- 柏木橋ー道道214号川西芽室音更線
- 大空橋
- 緑精橋ー道道1084号帯広の森線
- 空港橋
- 花園橋ー道道216号弥生新道
- 善隣橋ー道道216号弥生新道
- 第一栄橋
- （緑ヶ丘公園内）
- 春駒橋ー春駒通
- ばんえい橋ー道道216号弥生新道
- 蹄橋ー白樺通
- 高倉橋
- （JR根室本線）
- （旧国鉄士幌線橋）
- 関広橋
- 帯校橋ー柏林台通
- 芙蓉橋